# چم گرداب (پلدختر)
چم گرداب (پلدختر)، روستایی از توابع بخش مرکزی شهرستان پل‌دختر در استان لرستان ایران است.

## جمعیت
این روستا در دهستان جلوگیر قرار دارد و براساس سرشماری مرکز آمار ایران در سال ۱۳۸۵، جمعیت آن ۲۷۹ نفر (۵۶خانوار) بوده‌است. طایفه کوشکی در این روستا سکونت دارند.